# Holospira arizonensis
Holospira arizonensis är en snäckart som beskrevs av Robert Edwards Carter Stearns 1890. Holospira arizonensis ingår i släktet Holospira och familjen Urocoptidae. Inga underarter finns listade i Catalogue of Life.

## Bildgalleri

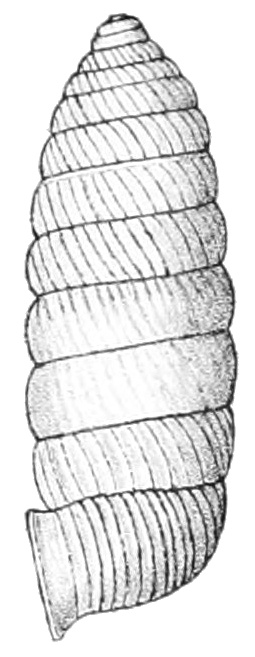